# Kos, Kărdjali
Kos (în bulgară Кос) este un sat în comuna Momcilgrad, regiunea Kărdjali,  Bulgaria. 

## Demografie
Componența etnică a satului Kos
     Turci (96,15%)
     Nicio identificare (3,84%)
     Altele (0%)
La recensământul din 2011, populația satului Kos era de 104 locuitori. Din punct de vedere etnic, majoritatea locuitorilor (96,15%) erau turci. Pentru 3,84% din locuitori nu este cunoscută apartenența etnică.